# Courir (roman)
Pour les articles homonymes, voir Courir (homonymie).
Courir est une biographie romancée, consacrée à l'athlète Emil Zátopek, de Jean Echenoz parue le 9 octobre 2008 aux éditions de Minuit. C'est le second volume d'une suite de « vies imaginaires » consacrée à des hommes illustres.

## Historique du roman
La genèse du roman part de l'envie de Jean Echenoz d'écrire une œuvre littéraire consacrée à un sportif légendaire après avoir écrit la biographie romancée des dix dernières années de la vie de Maurice Ravel dans Ravel paru deux ans auparavant. Étant loin du milieu du sport mais ayant grandi dans les années 1950, la personnalité et les performances d'Emil Zátopek s'imposent rapidement à lui, au fil de ses lectures à des fins documentaires et compte tenu du contexte historique que le coureur tchèque a traversé. La sonorité du nom du coureur tchèque — le travail de Jean Echenoz étant fortement influencé par le rythme des mots, noms et phrases — fut également un élément « déclench[eur] » important dans ce choix. Jean Echenoz déclare n'avoir pas voulu faire une biographie, mais traiter le sujet comme un personnage littéraire en respectant la réalité biographique tout en se laissant « une marge d'imagination ». Deux éléments viennent concrétiser ce fait et marquer une certaine distance : la mention claire du mot « roman » sous le titre du livre ainsi que la francisation en « Émile » du prénom de Zátopek dans le livre. De plus, l'auteur décide de ne pas dater précisément les évènements et fait également abstraction de trop de détails techniques comme les temps de course réalisés par le coureur, afin de ne pas alourdir le récit et de maintenir également une certaine distance romanesque.
Ce roman a obtenu le Grand Prix de littérature sportive en 2008, décerné par l'Association des écrivains sportifs ainsi qu'en avril 2009 le prix des lecteurs du Télégramme.
Émil Zátopek a 17 ans lorsque les Allemands envahissent la Moravie. Il travaille alors comme ouvrier dans l'usine de chaussures Bata à Zlín. Son entreprise, à des fins de publicité, force ses jeunes employés à participer à une course à pied locale, dans laquelle le jeune Zátopek figure en bonne position. Peu de temps après, lors de sa première réelle course organisée par l'occupant pour faire s'affronter une équipe allemande issue de la Wehrmacht contre une sélection tchécoslovaque, il finit deuxième et se fait remarquer par un entraineur du club de Zlín, autant par son style peu orthodoxe que par le résultat. Pris en main et malgré ses premières réticences vis-à-vis de la course, qu'il n'aime alors pas trop mais qu'il pratique pour faire plaisir à son entourage, il commence à gagner ses premiers 1 500 et 3 000 mètres. Émile Zátopek qui s'est durement entrainé durant les années de guerre et a remporté des championnats régionaux, assiste à la débandade allemande et à l'arrivée des Russes dans son pays. 
La guerre finie, Émile Zátopek doit maintenant faire son service militaire pour son pays libéré. Il participe alors à divers championnats militaires nationaux et internationaux, à chaque fois en se faisant remarquer par son style, même s'il n'obtient que des accessits, et en améliorant certains records nationaux. Sélectionné par son pays pour les Championnats d'Europe de 1946 à Oslo, sa première grande course internationale, il doit affronter notamment le Finlandais Viljo Heino et se classe 5e du 5 000 m, battant une nouvelle fois son record. Après une première victoire majeure au championnat inter-armée à Hanovre lors de laquelle le public hétéroclite s'enflamme à sa performance (il prend un à deux tours à tous les concurrents), il est promu lieutenant. Décidé à s'entrainer seul dans des conditions rudes, il améliore mois après mois ses records sur toutes les distances du fond. Il fait alors la rencontre de la lanceuse de javelot Dana qui deviendra sa femme. Il participe aux Jeux olympiques de Londres de 1948 remportant le premier titre olympique de son pays sur le 10 000 m et l'argent sur 5 000 m. Ces victoires déterminent le début de sa gloire et de sa domination pour 10 ans sur la discipline accumulant titres et tous les records du monde sur toutes les distances du 1 500 m au 30 000 m.
Devant s'adapter à la chape de plomb qui s'abat petit à petit sur son pays, Émile Zátopek n'est progressivement autorisé qu'à courir dans des pays amis, à l'est et très encadré par des officiels qui contrôlent ses faits et ses déclarations, à l'exception du « cross de L'Humanité » organisé en France par le journal communiste. Il arrive en 1952 comme le grand favori des épreuves de fond des Jeux olympiques d'Helsinki. Avec le dossard 903 aux couleurs rouge de son pays, il réalise alors l'un des plus grands exploit de l'histoire de l'athlétisme, toujours inégalé, en remportant trois titres sur 10 000 m, 5 000 m, et sur le marathon où il s'aligne pour la première fois de sa carrière. Fêté en héros de retour dans son pays, il est promu commandant et sert d'objet de propagande pour le régime communiste qui le montre dans les villes et les usines comme le résultat vivant de la supériorité de cette doctrine. Cependant à partir de 1954, les années commencent à peser sur ses résultats, et Émile Zátopek commence à moins dominer ses épreuves, perdant des courses, dominé notamment par l'arrivée du jeune russe Volodymyr Kuts. N'obtenant aucune médaille lors des Jeux olympiques de Melbourne, il décide de raccrocher les crampons et de devenir entraineur dans son pays.
Lors du Printemps de Prague, alors qu'il tient un poste dans l'administration, il prend la parole pour soutenir les manifestants contre l'invasion soviétique : renvoyé du Ministère, exclu de l'armée et radié du parti, il est expulsé de Prague (et éloigné de sa femme) et contraint de travailler durant six ans comme manutentionnaire dans la mine d'uranium de Jáchymov. En 1974, il est autorisé à rentrer dans la capitale pour travailler comme éboueur dans les rues de la ville ; ce qui ne va pas rapidement sans poser des troubles d'ordre public, la population outrée le reconnaissant et refusant qu'il se livre à cette activité. Il devient un temps chargé de travaux de terrassement puis « géologue » chargé de l'installation des poteaux télégraphiques avant de devoir s'engager par écrit à renier ses positions politiques de 1968 pour obtenir un poste d'archiviste dans la Centrale d'information des sports où il finira sa vie active.

## Réception critique
Globalement, comme pour son précédent roman d'inspiration biographique, Ravel (2006), la critique littéraire accueille très positivement ce nouvel exercice de style de Jean Echenoz qui s'approprie la vie d'un personnage réel pour faire une matière littéraire propre, « où rien n'est inventé, mais qui n'est cependant en aucun cas une biographie ». Pour Télérama, il s'agit d'un « roman pur et simple, vif, elliptique, ironique » construit autour des épreuves sportives auxquelles Emil Zátopek participa et présentées souvent de manière « drolatique […] sous la plume faussement désinvolte », malgré le contexte historique pesant. Très enthousiaste la critique du Magazine littéraire qualifie le roman de « magnifique […] concentr[ant] avec une jubilation et une drôlerie extrêmes » les obsessions de Jean Echenoz, à savoir le jeu en miroir entre le sujet et son auteur dans lequel « La Locomotive » Zátopek, coureur disgracieux et inorthodoxe, n'est qu'un reflet d'Echenoz qui fait la comparaison entre « ses livres [et] des moteurs à dysfonctionnements qui font tout leur intérêt ». Il en résulte une œuvre « complexe dans sa structure mais aérien[ne] d’allure ». De plus, le magazine souligne le cadre historico-politique dans lequel évolue le coureur « à des fins de propagande, censure et contrôle des informations derrière la façade d’une médiatisation à outrance » qui n'est pas totalement découplé de la situation contemporaine lors de la parution de Courir au moment des Jeux olympiques de Pékin.

## Éditions
- Les Éditions de Minuit, 2008,  (ISBN 978-2707320483).